# 方舟 (變形金剛)
方舟(Ark)，是變形金剛系列作品中的一艘虛構船艦。通常是博派(Autobot)使用的一艘大型太空船。該船在變形金剛故事中有特殊地位，在最早的G1動畫中，它是博派逃出賽博坦來到地球的主要交通工具，也是一切故事的開始。在不同作品中，方舟的外觀、設定都不太相同，有些時候，方舟是某特定船艦的名稱，有時候則是一系列船艦的稱呼。   

## 動畫

### G1動畫
在G1動畫中，方舟是博派逃出賽博坦(Cybertron)、來到地球的載具，在地球附近時墜毀進聖海倫斯火山裡，在墜毀時在其中交戰的博派和狂派金剛都陷入停機狀態。直到400萬年後的一次火山爆發，意外啟動了方舟內的修復裝置，開始陸續修復博派和狂派金剛，讓戰場再次在地球上展開。在之後的劇集中，方舟以被卡在火山中的狀態，內部被博派修復，並成為博派的據點。

### 《變形金剛進化版》(Transformers: Animated)
在2007年開市播映的的作品中，方舟是一隻由柯博文(Optimus Prime)率領的太空橋維修小隊的載具，在他們找到火種源、被狂派襲擊後，和其上的船員們一起墜落到地球，並深埋在河床中。之後揭露，其實方舟是博派的巨型戰爭兵器奧米茄(Omega Supreme)的變形型態，當時他在戰爭後受到嚴重損毀，於是被飛輪(Ratchet)命令變形成載具型態，之後被修復後持續擔任柯博文小隊的乘艦。

### 變形金剛：Cyberverse(Transformers: Cyberverse)
在2018尼的新作中，博派為了尋找火種源而搭乘方舟在宇宙中巡航，但最終因為超能量體不足而選擇讓所有人進入休眠狀態。之後方舟憑著掃描系統鎖定在地球的火種源，並自動駕駛到地球附近，但因為受到磁場干擾和數百萬年的航程而故障，導致鋼鎖(Grimlock)的休眠倉開啟、讓他和大黃蜂(Bumblebee)、狂輪(Wildwheel)等人的休眠掉出方舟外。在方舟最後墜毀前，方舟的主電腦顯像一號(Teletraan One)將分離式硬碟顯像十號(Teletraan Ten)彈出後，就墜毀在地球的某座火山中。直到第一季最末，大黃蜂、風刃(Windblade)、鋼鎖、顯像十號才找到火山裡的方舟。顯像十號進入方舟後，被顯像一號在段線前升格為方舟的主電腦，並復甦了方舟內的其他博派，讓博派和狂派的戰鬥在地球上再次展開。
之後在第二季《火種源之力》中，博派和狂派的戰鬥持續進行時，卡在火山中的方舟繼續擔任博派的主要據點，並由顯像十號控制大部分的系統。在第二季中後段，在回收了火種源之後，博派設法把方舟從火山裡拖出，並在用計躲過狂派的追殺後，搭乘方舟前往賽博坦的返航，在歷經了太陽風暴、泰坦金剛克羅頓(Croaton)、平行宇宙後、方舟終於在第三季一開始回到賽博坦，但是提早透過太空橋回到賽博坦的狂派卻用雷射將方舟在降落前就摧毀了，所幸柯博文事先預料到這一點並提早讓所有人下船，而在方舟墜毀前，顯像十號也成功彈出。方舟在本作的表現也就此結束。

### 《變形金剛：賽博坦大戰三部曲》(Transformers: War For Cybertron Trilogy)
在2020年由網飛製作的作品中，方舟在第一部曲《圍城》，做為博派在賽博坦的抵抗基地使用，憑藉自身的隱匿功能而不被佔據優勢的狂派發現。之後在柯博文將火種源送出賽博坦後，他們在第二部曲《地球崛起》中，搭乘著方舟前往尋找火種源，並最後在坨離死亡空間後、墜毀在地球上。在最後一部分，《王國》中，他們和強大獸(Maximal)們以方舟為據點活動。在尋回火種源後，受到其的影響，方舟獲得了變形的能力，並變形成一個巨大的機器人，將博派從險境中救出。

## 真人電影系列
在2011年的真人電影第三集《變形金剛3》(Transformers: Dark Of The Moon)裡面，是該作品的主要場景之一。在該作品中，方舟被敘述為一艘在賽博坦大戰期間逃離戰場的船艦，屬於博派前任領袖御天至尊(Sentinel Prime)。在被狂派的砲火擊毀後在宇宙漂流了千萬年、最後墜落在月球，其上包含御天至尊和許多傳送柱。

## 玩具
配合2011電影版推出的玩具「Dark of the Moon Cyberverse Autobot Ark with Autobot Roller (2011)」是一艘電影中方舟的完整形態複製品，有電池聲光功能，能變形成一個太空砲台陣地，讓同系列其他的博派玩偶駐守。並附贈一台博派Roller金剛，可以變形成探月車，值得一提的是它的玩具設計概念與1990年日本推出失敗的變形金剛Ｚ動畫中出現的方舟極度類似。
在2020年由網飛製作的《變形金剛：賽博坦大戰三部曲》中，在2021年上線的第三部曲〈王國〉(Kindom)中，配合方舟在劇中的表現，推出了一個泰坦級(Titan Class)玩具作為2021變形金剛：賽博坦大戰三部曲年的泰坦級玩具，其玩具具有巨大機器人和巨艦兩種模式，並附有一個大約為巡弋級的玩具，主機(Mainframe)，主機變形為方舟內建的電腦「顯像一號」，在方舟的戰艦模式時則可以收納成方舟的船艦中央。同時也附有配合比例尺的、尺寸極小的柯博文。方舟的機器人模式的臉部設計參考了早期漫畫的「終級博派」的設定，酷似博派標誌。